# Басра (еялет)
30°30′00″ пн. ш. 47°49′00″ сх. д. / 30.5° пн. ш. 47.816666666667° сх. д.
Еялет Басра (осман. ایالت بصره) — адміністративно-територіальна одиниця Османської імперії. Існував у 1538—1862 роках з площею 25,570 км². Утворився внаслідок підкорення Басри османськими військами. Нині є частиною південного Іраку, Кувейту, Катару та північно-західної Саудівської Аравії.

## Історія
У 1534 році після захоплення Багдада військами султана Сулеймана I позиції турків в Іраку значно зміцнилися. Водночас Персія перебувала у постійній внутрішній боротьбі за владу. В результаті шейх Рашид аль-Мугхаміс, правитель Басри, став фактично незалежним. Проте його становище погіршилося внаслідок відсутності надійних союзників. Водночас посилилася загроза з боку португальців, які зуміли захопити найважливіші міста Перської затоки, окрім Басри. З огляду на це у 1538 році аль-Мугхаміс добровільно підкорився влади османського султана.
Було створено новий еялет, де спочатку зберігався традиційний арабський порядок. Не було впроваджено систему зеаметів та тімарів, як в інших провінціях імперії. Втім невдовзі центральний уряд вступив у конфлікт з шейхом Рашидом, що дістав посаду паші. Останній намагався зберегти старовинні привілеї та вести незалежну політику. В результаті у 1546 році Рашида було повалено багдадським намісником Еяс-пашею. Після цього влада османів у Басрі зміцнилася. У 1581 році англійська Турецько-левантська компанія відкрила у місті власну факторію. 
У 1560 році було виділено еялет Лахсу (куди відійшов півострів Катар).
У 1623 році в результаті невдалої війни з Персією Басорський емірат припинив своє існування. Лише у 1638 році було відвойовано Басру, а за Зухабською угодою вона залишилася у володінні османських султанів. Але їхня влада не була міцною. Фактично там здобули самостійність арабські шейхи з династії аль-Афрасіаб. 
Структурна криза 1640—1650-х років завадила відновити владу над Басрою. Втім, в епоху Кепрюлю у 1668 році султанську владу було відновлено. Після поразок у Великій турецькій війні, що завершилася Карловицьким миром 1699 року, контроль над еялетом було значною мірою втрачено. У 1701 році захоплено Персією. Проте у 1712 році в черговий раз відновлено турецьку владу. Тут фактичну владу перебрали шейхи арабського племені мунтефік, які у 1704 та 1708 роках навіть зуміли захопити Басру. У 1715 році тут свою владу встановила династія багдадських пашів, яка до 1780 року стала фактично незалежною.
Разом з цим у 1743 році від Басри відокремилася Кувейтська кази (район), яка стала напівнезалежною. В подальшою це стала основою конфлікту між Османською імперією та великою Британією, що встановила у 1899 році зверхність над Кувейтом. У Новітній час — приводом до іракського вторгнення до Кувейту. У 1776 році перські війська знову захопили Басру. Багдадському паші її вдалося відвоювати у 1780 році. Влада паші проіснувала до 1831 року.
Після відновлення влади султана в Багдаді посади паші Басри поєднувалася з посадою Багдадського паші. Лише у 1850 року відновлено її окремий статус. У 1862 році перетворено на Басорський вілайєт.

## Адміністрація
Було поділено на санджаки Басра, Амара, Мунтефік і Хаса, Катар. До 1750 року у складі еялету залишилися лише перші три. Часто паші керували через своїх помічників — дефтердарів (податківців) та кеґ'я (інтендантів).

## Економіка
Основу становило землеробство (переважно на півдні Месопотамії), торгівля та скотарство (розведення овець та верблюдів). Значний дохід давала торгівля з Індією, звідки доправлялися прянощі, індіго, індійські тканини. Від митних зборів на торгівлю османська адміністрація мала чималий зиск.